# Children’s Hospital Los Angeles
Das Children’s Hospital Los Angeles in (Los Angeles, Kalifornien, Vereinigte Staaten) ist ein akademisches Kinderkrankenzentrum, in dem jährlich mehr als 93.000 Kinder versorgt und behandelt werden. Das Krankenhaus ist international führend in der Gentherapie bei genetisch bedingten Erkrankungen.

## Geschichte
Das Children’s Hospital Los Angeles wurde am 1. April 1901 gegründet und war eingebunden in die Children’s Hospital Society Los Angeles. Zu Beginn bestand es aus lediglich zwei Räumen mit insgesamt vier Betten und einer jährlichen Patientenzahl von 14 Kindern. Bereits vier Jahre später im Jahre 1905 waren es jedoch schon mehr 225 Patienten im Jahr. 1907 wurde das Krankenhaus finanziell von der derzeitigen Leiterin Mrs. Albert C. Crutscher finanziell unterstützt, sodass es am 7. Februar 1914 von Präsident Woodrow Wilson unter dem heutigen Namen neueröffnet und  eine Schule für Krankenschwestern hinzugefügt wurde. Im Laufe der Jahre wurden immer mehr Gebäude hinzugefügt und erneuert, sodass sich 1948 die Anzahl der Betten auf 365 belief.
1980 wurde die Pediatric Intensive Care Unit (PICU) mit 36 Betten dem Krankenhaus hinzugefügt und gewährleistete somit die beste medizinische Versorgung der Kinder. Zudem war die Pediatric Intensive Care Unit zu jenem Zeitpunkt die größte im Westen der USA. Am 19. März 1999 folgte die Grundsteinlegung für das neue Marion and John E. Anderson Building und das Burtie Green Bettingen Surgery Center, welche beide am 18. Mai 2001 eingeweiht und eröffnet wurden. Am 14. Juni 2006 gelang es einem medizinischen Team von fast 80 Personen, die Siamesischen Zwillinge Regina und Renata, die an der Hüfte miteinander verbunden waren, erfolgreich zu trennen. Hierbei mussten zahlreiche Organe rekonstruiert werden. Mit dieser Operation gelang dem Ärzteteam die erfolgreiche Trennung der schwierigsten und kompliziertesten Verwachsung bei Siamesischen Zwillingen.

## Abteilungen
- Kinder- und Jugendmedizin
- Kinderanästhesie
- Kinderkardiologie
- Kinderdermatologie
- Kinderärztliche Notfallambulanz
- Kindergastroenterologie
- Kinderhämatologie/ -onkologie
- Neonatologie
- Kinderneurologie
- Kindernephrologie
- Kinderchirurgie
- Kinderradiologie
- Kinderurologie
- Kinderrheumatologie

## Auszeichnungen
| Jahr | Auszeichnung                                 |
| ---- | -------------------------------------------- |
| 2007 | Hospital of Choice Award                     |
| 2008 | Magnet Recognition for Excellence in Nursing |
| 2009 | Beacon Award for Critical Care Excellence    |
| 2009 | Leapfrog "Top Hospital" Award                |
| 2010 | U.S. News – Best Children’s Hospitals        |